# Glassturz
Als Glassturz, in verkürzter Form Sturz, auch Glasglocke, Glasdom oder Glashaube wird eine schützende Glasabdeckung für ein Objekt bezeichnet. Im Gartenbau wurden Glasglocken insbesondere zur Frühtreiberei eingesetzt in der Zeit, in der Gewächshäuser für die meisten noch zu teuer waren.
Des Weiteren handelt es sich bei den zu schützenden Objekten um Kunstgegenstände, Antiquitäten, aber auch um technische Geräte wie Uhren oder Präzisionswaagen. Im alltäglichen Gebrauch dienen Glasstürze ebenfalls zur Abdeckung von Lebensmitteln, z. B. Kuchen oder Käse (Käseglocke).
Hochwertige Glasstürze werden auch heute noch mundgeblasen; für den alltäglichen Bedarf werden sie auch industriell hergestellt.
Bei der früheren Herstellung von Skelettuhren war der Glassturz fester Bestandteil des Produkts. Nach Fertigstellung der Uhr wird der Sturz in einer Glasbläserei individuell  produziert. Im finalen Schritt entstand der entsprechende Sockel.

## Beispiele

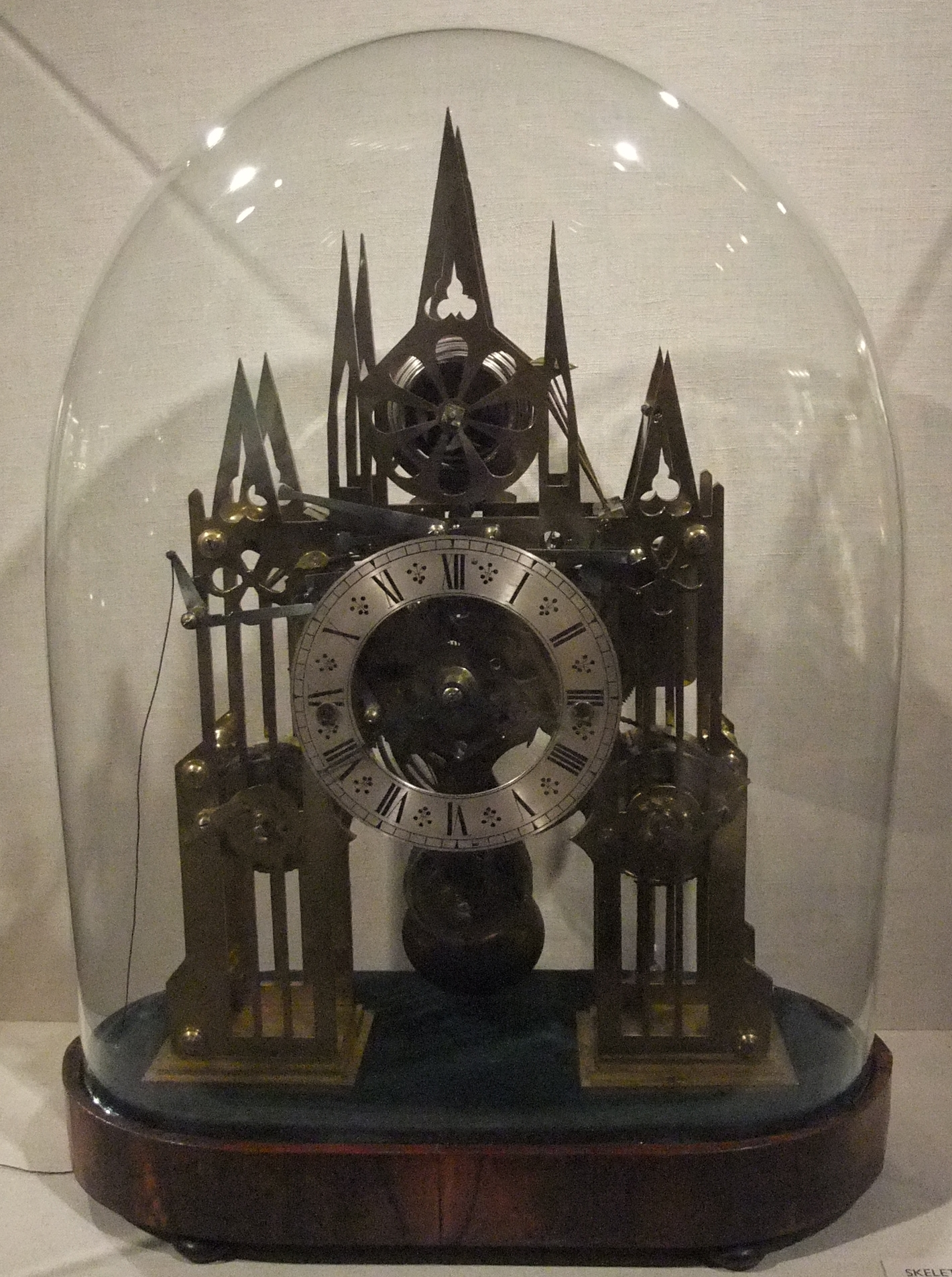
Skelettuhr unter einem Glassturz
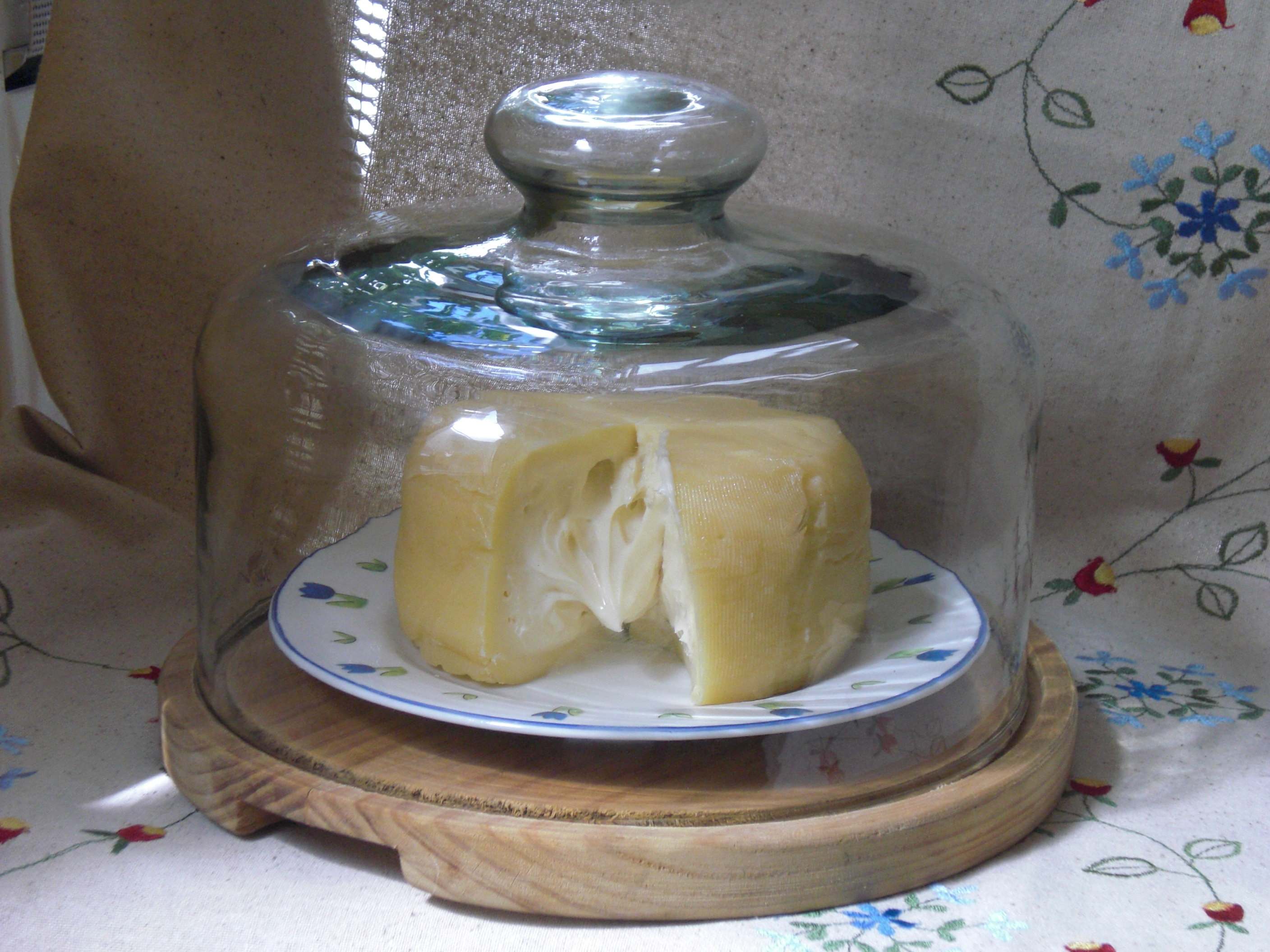
Käseglocke
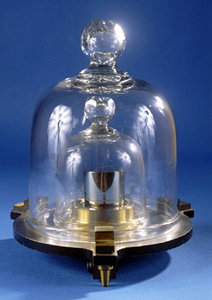
Replik des Urkilogramms unter zwei Glashauben